# Корба (Тунис)
Ко́рба (лат. Curubis, араб. قربة‎) — небольшой населённый пункт (город) в Тунисе. Входит в состав вилайета Набуль. По состоянию на 2004 год здесь проживало 34 807 человек.

## Общая история
Древние географы и мореходы упоминают поселение Курубис на африканском побережье между Клупеей (современная Келибия) и Неаполисом (с др.-греч. — «новый город», ныне — Набуль).

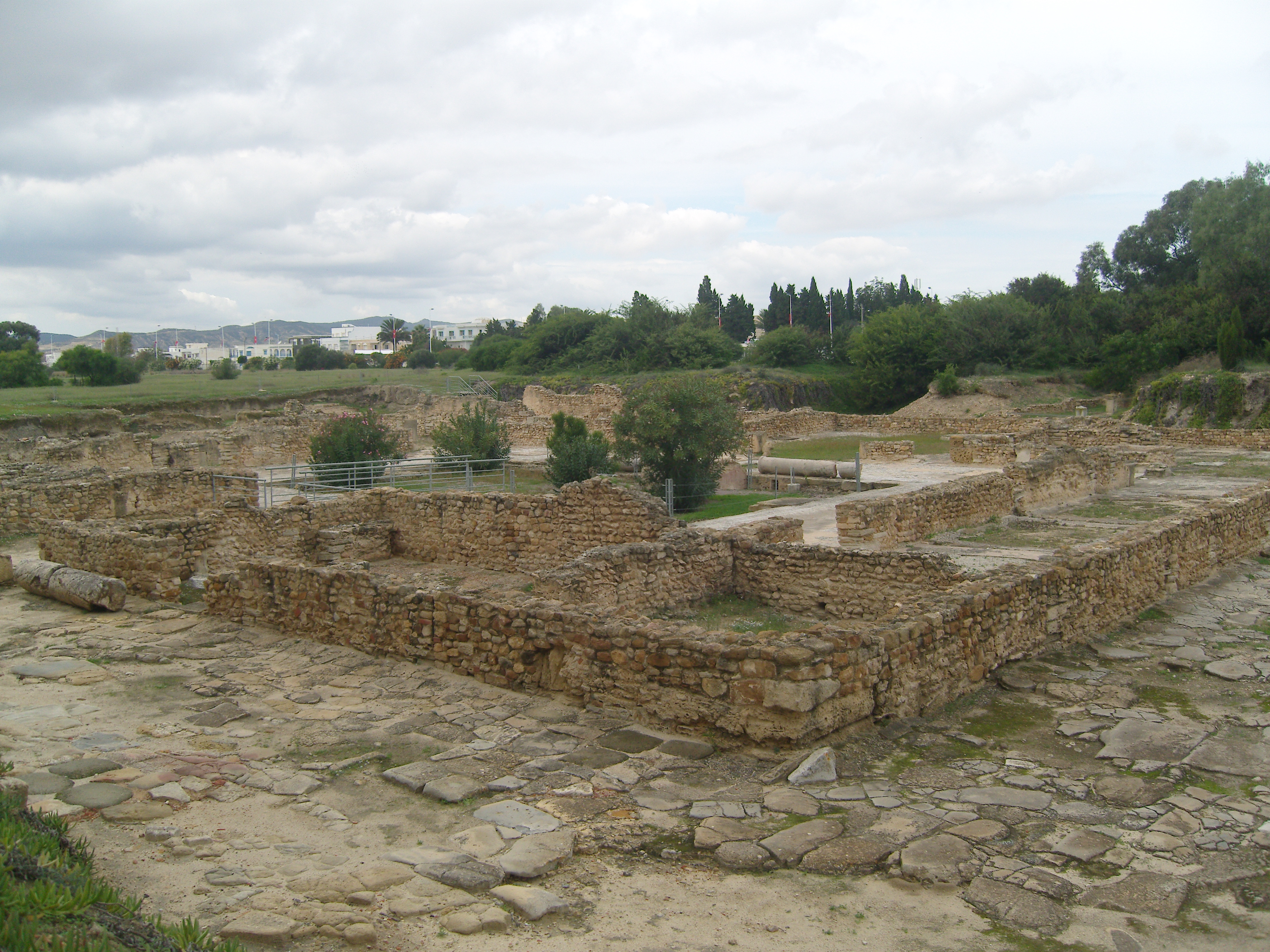
Развалины Неаполиса

Самый ранний эпиграфический источник с упоминанием Курубиса относится ко времени гражданской войны 49—45 гг. до н. э.; это групповая надпись, из текста которой следует, что помпеянцы Публий Аттий Вар и Гай Консидий Лонг в 48—47 гг. до н. э. ввиду угрозы высадки цезарианских войск у побережья Африки укрепили город. В послевоенные годы полис стал римской колонией, «колонией Юлия Курубис» (при этом Плиний Старший даже называет её libera — «свободная»), возможно, как попытка Гая Юлия Цезаря дать своим ветеранам увольнительную и в то же время удержать Африку от помпеянских сил. Спустя пару веков, в 257 году, в те края был сослан карфагенский епископ Киприан; его биограф Понтий, сопровождавший его в изгнании, восхищался этой местностью.
В городе был также собственный театр; надпись конца II века чтит гражданина, который его заложил. До наших дней сохранились развалины римского акведука, а вклад судовладельцев Курубиса в мозаику в Остии позволяет предположить, что в городе также располагался порт, который, однако, не сохранился.

## Церковнаяистория
К 411 году в Курубисе, как и во многих африканских городах, появился свой епископ. Епископат пережил арианство и правоверность Византийской империи, прекратив своё функционирование только после поглощения его мусульманским Магрибом.
Кафедра епископства располагалась как раз в Курубисе. В 257 году сюда был сослан карфагенский епископ Киприан. В 411 г. донатист Виктор принял участие в совместном Карфагенском соборе христианских и донатистских епископов. В 484 году Феликс присутствовал на совете, созванном арианцем Гунерихом, после чего был сослан на Корсику. В Карфагенском соборе 525 года принимал участие Перегрин. Беннат подписал осуждение монофелитства на Карфагенском соборе 646 г.
Епархия была преобразована в титульную кафедру Римско-католической церкви в 1930-х гг. В разное время титулярными епископами являлись:
- Поль-Мари Дюмон (27 апреля 1912 года — 19 февраля 1944 года);
- Жозеф-Поль Стреблер[англ.] (8 ноября 1945 года — 14 сентября 1955 года);
- Рафаэль Валладарес-и-Аргумедо (18 августа 1956 года — 31 августа 1961 года);
- Поль Грегуар (26 октября 1961 года — 20 апреля 1968 года);
- Эжен-Жан-Мари Польж (25 апреля 1968 года — 25 июня 1970 года);
- Жан Куминаль (2 января 1975 года — 6 мая 1982 года);
- Эмерсон Джон Мур[англ.] (3 июля 1982 года — 14 сентября 1995 года);
- Вальтер Перес Вильямонте[англ.] (16 декабря 1995 года — 7 марта 1998 года);
- Клаудио Сильверо Акоста (26 марта 1998 года — ?).